# Имиглуцераза
Имиглуцераза (Рекомбинантная макрофагнацеленная бета-глюкоцереброзидаза) — аналог лизосомальной бета-глюкоцереброзидазы человека. Компенсирует функциональную недостаточность ферментативной активности бета-глюкоцереброзидазы. Катализирует гидролиз гликолипида глюкоцереброзида до глюкозы и церамида и предупреждает накопление глюкоцереброзида в макрофагах, таким образом препятствует образованию клеток Гоше .
Очищенная имиглуцераза — мономерный гликопротеин, в состав которого входят 497 аминокислотных остатков и олигосахаридный компонент.
Этот препарат является одним из самых дорогих лекарств, годовой курс лечения в США может обойтись более чем в 200 тысяч долларов. В связи с низкой рентабельностью (и высокими расходами на разработку и производство) препарата ему было предоставлен статус орфанного препарата в США, Австралии и Японии.